# Tadeusz Łęgowski
Tadeusz Łęgowski (ur. 12 lipca 1894 w Feliksowie, zm. 12 lutego 1943 w Stutthof (KL)) – organizator Związku Walki Zbrojnej i Armii Krajowej w Toruniu, pierwszy komendant Inspektoratu Toruń ZWZ-AK w latach 1940-1942.
Urodził się w Feliksowie, w ówczesnych Prusach Zachodnich, jako dziewiąte dziecko polskich właścicieli niewielkiego pomorskiego majątku ziemskiego Feliksowo, Pawła Łęgowskiego i Julianny z Balcerowiczów. W czasie I wojny światowej walczył w armii niemieckiej najpierw na froncie rosyjskim, następnie na froncie flandryjskim, gdzie pracował w centrali telefonicznej i telegraficznej w Brugii. W 1919 roku ochotniczo wstąpił do Wojska Polskiego. W 1922 przeszedł do rezerwy (jako porucznik). W okresie międzywojennym mieszkał w Toruniu, gdzie był przemysłowcem i handlowcem.
W wojnie obronnej 1939 walczył jako oficer łączności WP. W 1940 organizował i był pierwszym komendantem Inspektoratu Toruń Związku Walki Zbrojnej. W czasie swojej działalności na terenie Inspektoratu Toruń rozbudował łączność, służbę zdrowia oraz struktury terenowe ZWZ – AK. Aresztowany w lipcu 1942 razem z żoną Wandą z Roszczynialskich (1896–1977) i innymi członkami konspiracji, po brutalnym śledztwie w Gestapo został osadzony 1 grudnia 1942 w niemieckim nazistowskim obozie koncentracyjnym w Stutthofie (nr ewidencyjny: 17457), gdzie 12 lutego 1943 zmarł w wycieńczenia i wskutek obrażeń odniesionych w śledztwie. W 1944 został pośmiertnie odznaczony Orderem Virtuti Militari.
Jedna z ulic Torunia nosi imię kpt. Tadeusza Łęgowskiego.
Jego siostrą była Anna Piasecka, posłanka na Sejm Ustawodawczy II Rzeczypospolitej.